# آي بي إم ويب إكسبلورر
ويب إكسبلورر (بالإنجليزية: WebExplorer)‏ هو متصفح الويب الأساسي لنظام التشغيل إو إس/2 كان مُتَاَحًا لأول مرَّة في عام 1995، وتم تحديثهُ بشكلٍ متكرر حتى ديسمبر 1996. يتطَّلب تثبيتًا مُنفصلًا للجافا (كونها غير مُثبَّتة تلقائيًّا). لا يدعم الإطارات [الإنجليزية]. كما أنَّهُ يدعم حوالي 8 نوافذ تصفُّح منفصلة جارية في نفس الوقت.

## التقيِّم والنَّقد
وجدت مُراجَعة أُجريت عام 1996 بواسطة مجلة بي سي أنَّ «المُتصفح يفتقر إلى العديد من الميزات القياسيَّة ولم يكن قويًا جدًا من حيث دعم الوسائط المتعددة» ثُمَّ أَفاد المُراجِع مُصرِّحًا: